# Mauricio Islas
Mauricio Islas (né Juan Mauricio Islas Ilescas le 16 août 1973 à San Juan à Porto Rico), est un acteur mexicain de cinéma et de télévision.

## Biographie
Mauricio Islas est le fils de l'homme d'affaires Juan Islas et de Rosalinda Ilescas et le cadet de deux frères.
Il a été marié à la chanteuse vénézuélienne Patricia Villasana de 2001 à 2006 avec laquelle il a eu une fille, Camila qui est née en 2002.

## Filmographie

### Telenovelas
- 1992 : Carrusel de las Américas
- 1992 : Mágica juventud : Alfredo
- 1994 : Volver a empezar : Freddy Landeros
- 1995 : Pobre niña rica : David
- 1996 : Canción de amor : Édgar
- 1996 : Mi querida Isabel : Marcos
- 1997 : Mi pequeña traviesa : Juan Felipe
- 1998 : Preciosa (en) : Luis Fernando Santander
- 1999 : Amor gitano : Renzo
- 1999 : DKDA: Sueños de juventud : lui-même
- 1999 : Cuento de Navidad : Edmundo Soto del Monte / Toño
- 2000 : Mi destino eres tú : Ramiro Galindo Suárez
- 2000 : Primer amor... a 1000 x hora : Demian Ventura
- 2001 : El manantial : Alejandro Ramírez Insunza
- 2003 : Amor real : Adolfo Solís
- 2004 : Prisionera : Daniel Moncada # 1
- 2005 : Los Plateados : Gabriel Campuzano
- 2005 : Decisiones : Fabricio Salas
- 2006 : Amores de mercado : Fernando Leyra/Antonio Álamo
- 2007 : Pecados ajenos : Adrián Torres
- 2010 : La loba : Emiliano Alcázar López
- 2011 : Cielo rojo : Andrés Rentería
- 2012 : La Mujer de Judas : Simón Elías Castellanos Rojas
- 2013 : Destino : Sebastián Montesinos
- 2014 : Las Bravo : Leonardo Barbosa / Salvador Martínez

### Films
- 2002 : Punto y aparte : Sergio
- 2005 : Don de Dios : CHEPO
- 2006 : Ambiciona : Raúl
- 2009 : El cártel : Santos
- 2010 : El secreto :  Maurice de Gavrillac
- 2011 : Viento en contra :  Matías Parga

## Nominations et récompenses

### Premios TVyNovelas
| Année | Catégorie                    | Telenovela                  | Résultat |
| ----- | ---------------------------- | --------------------------- | -------- |
| 1999  | Meilleur acteur juvénile     | Preciosa (en)               | Nommé    |
| 2001  | Meilleur acteur antagoniste  | Primer amor... a mil x hora | Nommé    |
| 2002  | Meilleur acteur protagoniste | El manantial                | Gagnant  |

### Premios Bravo
| Année | Catégorie                    | Telenovela   | Résultat |
| ----- | ---------------------------- | ------------ | -------- |
| 2001  | Meilleur acteur protagoniste | El manantial | Gagnant  |

### Premios Califa de Oro
| Année | Catégorie                   | Telenovela | Résultat |
| ----- | --------------------------- | ---------- | -------- |
| 2003  | Meilleur acteur antagoniste | Amor real  | Gagnant  |

### Sol de Oro
| Année | Catégorie                   | Telenovela | Résultat |
| ----- | --------------------------- | ---------- | -------- |
| 2003  | Meilleur acteur antagoniste | Amor real  | Gagnant  |